# 哈伯比奇 (密歇根州)
哈伯比奇（英語：Harbor Beach）是一個位於美國密歇根州休倫縣的城市。

## 人口
根據2020年美國人口普查的數據，哈伯比奇的面積為5.33平方千米，當中陸地面積為4.46平方千米，而水域面積為0.87平方千米。當地共有人口1604人，而人口密度為每平方千米301人。